# زندان حشمتیه
زندان حشمتیه یکی از زندان‌های سابق ایران با «درجه بالای امنیتی» بود. این زندان در منطقه شرقی تهران و حدفاصل خیابان معلم و خیابان مرودشت و در مجاورت بزرگراه شهید صیاد شیرازی قرار دارد.
به گفته علی‌اکبر موسوی خوئینی‌ها، نماینده دوره ششم مجلس شورای اسلامی و عضو سابق گروه بازرسی از زندان‌های تهران گفت: «این زندان متعلق به ارتش است و طی موافقت‌نامه‌ای با سازمان زندان‌ها، زیر نظر ارتش اداره می‌شود».

## شایعه انتقال میرحسین موسوی و مهدی کروبی به زندان حشمتیه
در تاریخ ۲۸ فوریه ۲۰۱۱ میلادی، وبگاه کلمه از انتقال میرحسین موسوی و مهدی کروبی به هم‌راه همسران خود زهرا رهنورد و فاطمه کروبی به زندان حشمتیه تهران خبر داد.